# Grevenmacher
Grevenmacher (letzeburgsk: Gréiwemaacher) er en kommune og en by i Luxembourg.  Kommunen, som har et areal på 16,48 km², ligger i kantonen Grevenmacher i distriktet Grevenmacher. I 2005 havde kommunen 3.966 indbyggere.